# Yu Yu Hakusho - I guerrieri dell'inferno
Yu Yu Hakusho - I guerrieri dell'inferno (幽遊白書 『冥界死闘篇・炎の絆』?, Yu Yu Hakusho: Meikai Shito Hen - Hono No Kizuna) è un film d'animazione del 1994 diretto da Masakatsu Iijima.
Il soggetto è ispirato alla serie manga ed anime Yu degli spettri ed uscito nei cinema il 9 aprile 1994. Il film è caratterizzato dalla mancanza dei contorni comici tipici della serie originale, per concentrarsi maggiormente su toni molto più lugubri e oscuri.

## Trama
Quando il Mondo degli Spiriti viene allagato a causa di un'insolita pioggia che inonda il fiume Sanzu, il Piccolo Enma avverte la presenza di un nemico estremamente potente, e incarica Botan di consegnare a Yusuke un misterioso oggetto che deve essere protetto ad ogni costo dal nemico invasore. Tuttavia, quando Botan riesce ad entrare in contatto con Yusuke, è talmente indebolita da non riuscire a spiegare del tutto la situazione. Yusuke e i suoi amici sono quindi all'oscuro della nuova minaccia, che però non tarderà a rivelarsi.
Yusuke e gli altri dovranno affrontare una delle più difficili e dure battaglie per la Terra, affrontando Yakumo, re del Mondo degli Inferi (il precedente aldilà del mondo dei demoni, sigillato nell'Universo delle tenebre da Re Enma molti secoli prima) e i suoi tre Arcidiavoli, aiutati dall'amica di Botan Hinageshi.

## Colonna sonora
Sigla di chiusura
- I won't Say Good-bye cantata da Person Z
- Sayonara wa Iwanai cantata da Person Z

## Distribuzione

### Edizione italiana
Il film è stato doppiato per conto della Yamato Video nel 1995, con un cast differente rispetto a quello che sarebbe stato poi chiamato per la serie animata e il primo film, doppiati solo qualche anno dopo a partire dal 2000.